# Fabienne Lütkemeier
Fabienne Müller-Lütkemeier (Paderborn, 28 de octubre de 1989) es una jinete alemana que compite en la modalidad de doma.
Ganó una medalla de oro en el Campeonato Mundial de Doma de 2018 y una medalla de oro en el Campeonato Europeo de Doma de 2013, ambas en la prueba por equipos.

## Palmarés internacional
| Campeonato Mundial | Campeonato Mundial  | Campeonato Mundial | Campeonato Mundial |
| Año                | Lugar               | Medalla            | Categoría          |
| ------------------ | ------------------- | ------------------ | ------------------ |
| 2014               | Caen (Francia)      | Medalla de oro     | Por equipos        |
| Campeonato Europeo |                     |                    |                    |
| Año                | Lugar               | Medalla            | Categoría          |
| 2013               | Herning (Dinamarca) | Medalla de oro     | Por equipos        |